# Ceolwulf de Mercia
Ceolwulf fue rey de Mercia, Estanglia y Kent, entre 821 a 823. Era hermano de Cœnwulf, su predecesor, y fue depuesto por Beornwulf.
William de Malmesbury declaró que, después de Coenwulf: "el reino de los mercianos en declive, y si puedo utilizar la expresión, casi inerte, no produjo nada digno de conmemoración histórica." De hecho, Mercia tuvo un momento de gloria del que William no fue consciente. Indicando el año 822, los ‘Annales Cambriae' registran: "La fortaleza de Degannwy (en Gwynedd) fue destruida por los sajones y ellos tomaron el reino de Powys bajo su mando."
Un diploma posterior describe una situación turbulenta durante el reinado de Ceolwulf: "Después de la muerte de Coenwulf, rey de los Mercianos, se produjeron muchos desacuerdos e innumerables disputas entre personas principales de toda clase – reyes, obispos, y ministros de las iglesias de Dios- acerca de todo tipo de asuntos seculares". En 823, en algún momento después del 26 de mayo, en cuya fecha concedió terrenos al Arzobispo Wulfred a cambio de un barco de oro y plata, Ceolwulf fue derrocado y reeemplazado por Beornwulf, cuya ascendencia nos es desconocida.
Ceolwulf babía gobernado Kent directamente – en sus dos diplomas se le menciona como ‘rey de los Mercianos y de los hombres de Kent'. Beornwulf colocaría un pariente suyo, Baldred, en el trono de Kent.